# Lee Ka-Yi
Lee Ka-Yi (* 25. November 1993 in Hongkong) ist eine Hongkonger Squashspielerin. 

## Karriere
Lee Ka-Yi begann ihre professionelle Karriere in der Saison 2014 und gewann bislang zwei Titel auf der PSA World Tour. Ihre höchste Platzierung in der Weltrangliste erreichte sie mit Position 39 am 19. September 2022. Mit der Hongkonger Nationalmannschaft nahm sie 2018, 2022 und 2024 an der Weltmeisterschaft teil. Bei den Asienspielen 2018 gewann sie mit der Hongkonger Mannschaft die Goldmedaille. 2021 wurde sie Hongkonger Meisterin. Ein Jahr darauf gewann sie mit der Mannschaft die Asienmeisterschaft. Bei den 2023 ausgetragenen Asienspielen 2022 in Hangzhou gewann sie im Mixed mit Wong Chi-Him die Bronze- und mit der Mannschaft die Silbermedaille. 2023 wurde Lee zum zweiten Mal Hongkonger Landesmeisterin.

## Erfolge
- Asienmeisterin mit der Mannschaft: 2022
- Gewonnene PSA-Titel: 2
- Asienspiele: 1 × Gold (Mannschaft 2018), 1 × Silber (Mannschaft 2022), 1 × Bronze (Mixed 2022)
- Hongkonger Meisterin: 2021, 2023